# Tomatina
La Tomatina és una festa del municipi valencià de Bunyol, en què els participants es llancen tomaques entre ells. L'esdeveniment té lloc el darrer dimecres d'agost de cada any, durant la setmana de les Festes Majors de la localitat. Juntament amb les falles, fogueres i moros i cristians, és una de les festes valencianes més conegudes internacionalment.

## Història

### Origen
En 1945, durant una desfilada de nanos i gegants, uns jóvens que volien participar-hi es varen barallar. Com que prop del lloc hi havia una parada de verdures i hortalisses, agafaren les tomaques i les utilitzaren com a arma llancívola. La Guàrdia Civil hagué d'intervindre-hi per a posar fi a la baralla, i condemnaren els responsables a pagar les destrosses provocades.

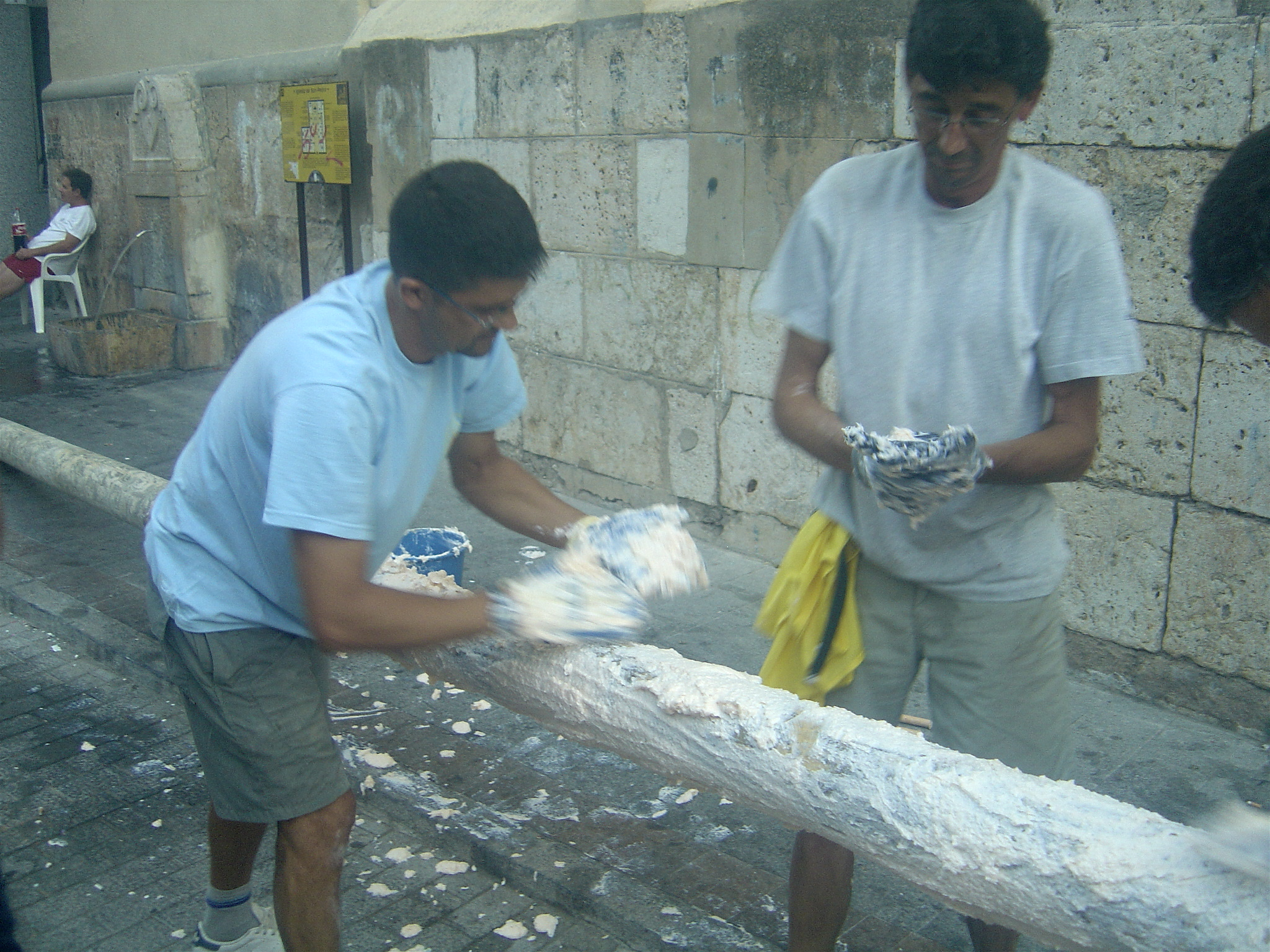
Operaris de La Tomatina preparen la cucanya, que posteriorment serà col·locada verticalment amb un gran pernil penjat de la punta.

A l'any següent, els jóvens repetiren el mateix avalot, però esta vegada dugueren únicament les tomaques de sa casa. Encara que tots els anys es repetia la baralla i la intervenció de la Guàrdia Civil, la festa va quedar instaurada, això sí, de manera extraoficial.

### Evolució
En 1950, l'Ajuntament acordà per primera vegada permetre aquesta activitat dins de les Festes Majors; però l'any següent el consistori s'hi va oposar i facilità la detenció d'alguns dels participants. No obstant això, gràcies a la pressió popular, els detinguts foren posats en llibertat en poc de temps. A la fi es va permetre la festa, i al llançament de tomaques s'afegiren altres costums, com ara arruixar amb aigua o, fins i tot, llançar els rivals a les fonts.
Enmig de la brega muntada, sovint els participants carregaven contra aquells que només observaven, fins i tot contra personatges de rellevància popular. Això va provocar una altra vegada la seua prohibició l'any 1957, sota penes de presó. La resposta dels vilatans fou la celebració de "l'enterrament de la tomaca", en què eixiren en processó amb una gran tomaca damunt d'un taüt dut a l'espatla, i acompanyats amb la banda de música del lloc amb marxes fúnebres al pas.
L'any 1959, definitivament, l'Ajuntament autoritzà la tomatina, i va decretar una sèrie de normes; bàsicament, que només es podrien llançar tomaques després del primer soroll d'un coet, i que finalitzaria en sentir-se el segon soroll. Entre 1975 i 1980 la festa fou organitzada pels Clavaris de San Luís Bertrán, i es van comprar quantitats significatives de tomaques, ja que abans cada participant duia les tomaques de sa casa.
Gràcies a la difusió als mitjans de comunicació, la festa es feu popular internacionalment, i des de 1980 l'Ajuntament proveïx les tomaques als participants, que augmenten any rere any, així com les tones de tomaca utilitzades. L'any 1991, Ràdio Televisió Valenciana retransmeté la Tomatina en directe per primera vegada. L'any 2000 acudiren a la festa unes 30.000 persones.
L'any 2002 es declarà d'interès turístic internacional. Des del 2013 compta amb cançó oficial La Tomatina del cantautor Tio Fredo.
El 26 d'agost de 2015, Google va dedicar el seu doodle a la Tomatina en commemoració del 70é aniversari de la festa.